# 蓋·賽巴斯汀
蓋·西奧多·賽巴斯汀，AM（1981年10月26日—）是位澳大利亚歌手、詞曲作者和製作人。賽巴斯汀是2003年首屆《澳洲偶像》冠軍，日後擔任《澳洲版X音素》評審及《澳洲好聲音》導師。2015年，賽巴斯汀代表澳洲參與2015年歐洲歌唱大賽，最終獲得比賽第5名。

## 外部連結
- 蓋·賽巴斯汀在Allmusic上的頁面